# Кириленко В'ячеслав Анатолійович

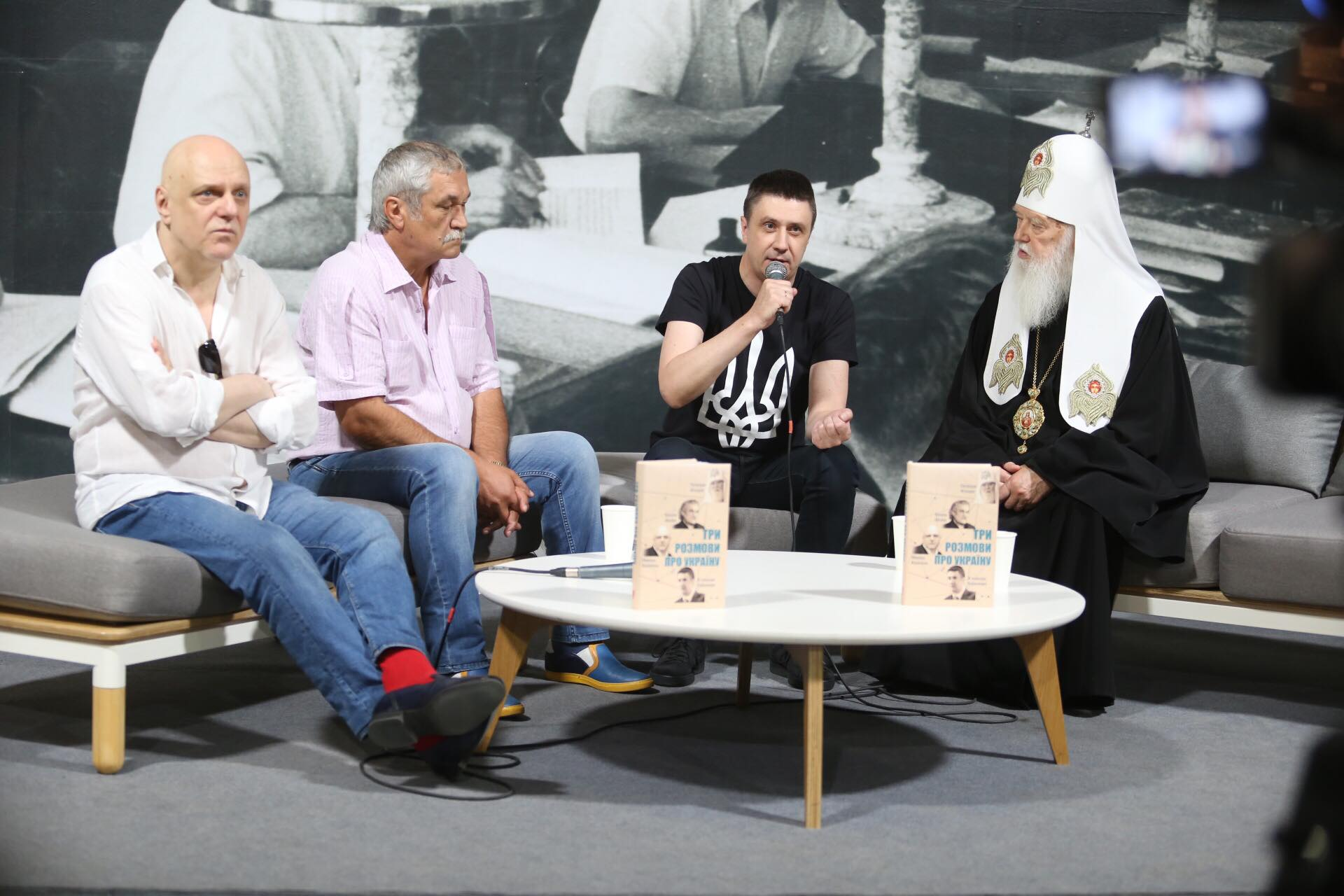
Презентація «Три розмови про Україну» на Книжковому арсеналі-2018

В'ячесла́в Анато́лійович Кириле́нко (нар. 7 червня 1968, смт Поліське, Київська область, УРСР) — український політик, народний депутат України III—VIII скликань. З 2 грудня 2014 по 29 серпня 2019 року був Віце-прем'єр-міністром.

## Життєпис
Народився 7 червня 1968 року на Київщині в українській родині. Батько Анатолій Дмитрович (1942) — учитель музики Білоцерківської дитячої музичної школи № 3. Мати Ніна Олександрівна (1937) — пенсіонер.

### Освіта
1989 рік — Голова секретаріату Української студентської спілки, один із лідерів студентського голодування під час «Революції на граніті». У 1993 році закінчив філософський факультет Київського університету імені Тараса Григоровича Шевченка, а у 1996 році — аспірантуру там само. Кандидат філософських наук (з 1997). Кандидатська дисертація — «Українська філософія національного радикалізму XX століття: історичне становлення та змістовне формування».

### Кар'єра
У 1993–2002 роках — голова Всеукраїнської молодіжної громадської організації «Молодий Рух». Був членом НРУ, членом президії Центрального проводу Народного Руху, керівником відділу політичного аналізу секретаріату Руху.
У 1994 році балотувався до парламенту за Білоцерківським виборчим округом № 207. Вибори програв.
У 1998 році обраний народним депутатом України (№ 8). Балотувався по Київському одномандатному виборчому округу № 90. Але вибори програв, посівши 3-е місце. Секретар Комітету Верховної Ради з питань соціальної політики та праці.
У 2001 році — член президії Громадського комітету «За правду!», Співголова Коаліції молоді «Наша Україна».
З 2002 року — заступник голови Української народної партії.
На парламентських виборах 2002 року отримав депутатський мандат за списком блоку «Наша Україна» (№ 20). Був першим заступником голови Комітету Верховної Ради з питань соціальної політики та праці.
На президентських виборах 2004 був довіреною особою Віктора Ющенка в ТВО № 188.

#### В урядах (2005—2006)
4 лютого 2005 року призначений міністром праці та соціальної політики України (Перший уряд Юлії Тимошенко). З 27 вересня 2005 року — віце-прем'єр-міністр України з гуманітарних питань (Уряд Юрія Єханурова).
Значним досягненням В.Кириленка на посаді віце-прем'єра стала Постанова 16 січня 2006 року № 20 «Деякі питання порядку розповсюдження і демонстрування фільмів», яка зобов'язує дистриб'юторів дублювати, озвучувати чи субтитрувати фільми українською мовою. Попри критичне сприйняття постанови окремими дистриб'юторами, вона вступила в дію і дала поштовх для розвитку кількох студій українського дубляжу, які відповідають всім світовим стандартам, а український варіант перекладів неодноразово визнавався найкращим на міжнародному рівні, а кількість глядачів за 2009 рік порівняно з 2008-м зросла на 15 %.
У грудні 2005 року вийшов із лав УНП.

#### У парламенті (2006—2009)
У березні 2006 року обраний до Верховної Ради України за списком виборчого блоку «Наша Україна» (№ 6). Очолював фракцію «Наша Україна». Голова підкомітету з питань охорони історико-культурної спадщини Комітету з питань культури і духовності. 8 червня 2007 достроково припинив свої повноваження під час масового складення мандатів депутатами-опозиціонерами з метою проведення позачергових виборів до Верховної Ради України.
31 березня 2007 року — 29 листопада 2008 року — голова політичної партії Народний Союз «Наша Україна». У лютому 2009 року вийшов з партії.
На виборах 2007 отримав депутатський мандат за списком блоку «Наша Україна — Народна самооборона» (№ 2). Лідер фракції НУНС. Член Комітету з питань культури і духовності.
29 листопада 2008 року склав з себе повноваження голови партії Народний Союз «Наша Україна», поступившись своїм місцем Віктору Ющенку.
16 грудня 2008 року, коли більшість фракції НСНУ проголосували за коаліцію з БЮТ і Блоком Литвина, Кириленко подав у відставку з посади голови фракції НСНУ.
21 лютого 2009 року обраний лідером громадського руху «За Україну!», а з 19 грудня 2009 — лідер партії «За Україну!». Серед законотворчих ініціатив В. Кириленка в період президентства В.Ющенка — проєкт закону про національний культурний продукт, що був прийнятий в першому читанні і відправлений на доопрацювання.

#### В парламенті (2010—2013)

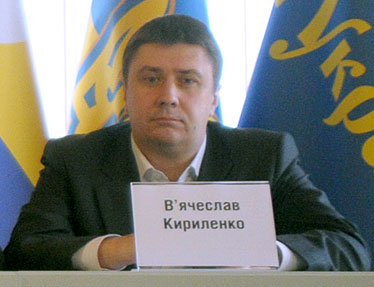
В. Кириленко, 2012

Після приходу до влади В. Януковича фракція НСНУ, у складі якої залишився В. Кириленко, перейшла до опозиції. Серед законодавчих ініціатив В. Кириленка цього періоду — пропозиція щодо відставки тодішнього міністра освіти Д. Табачника, яка, втім, не набрала достатньої підтримки
22 грудня 2011 підписав з Арсенієм Яценюком угоду про спільну опозиційну діяльність і об'єднання своєї партії «За Україну!» з партією «Фронт змін» після парламентських виборів.
28 жовтня 2012 року обраний народним депутатом України 7-го скликання від ВО «Батьківщина». З 25 грудня 2012 займав посаду Голови Комітету Верховної Ради України з питань культури і духовності. Серед ініціатив В. Кириленка цього часу — проведення парламентських слухань «Проблеми розвитку українського книговидавництва, книгорозповсюдження та перспективи підтримки книгочитання в Україні», а також «Тарас Шевченко як постать світового значення (до 200-річчя з дня народження)»
Перші дні Євромайдану В. Кириленко охарактеризував так:
|  | «28-29-те листопада це вирішальні дні. Буде багато людей - ніяка влада нікого не проконтролює, навіть тих, кого вона вважає що вже контролює. Я прихильник оптимістичного розвитку подій. Я бачу, що студентство піднімається. Ректори, які перешкоджають студентам брати участь у мітингах повинні нести відповідальність за порушення Конституції, це підсудна справа» |

#### В парламенті (2014)
На позачергових виборах до Верховної ради 2014 року обраний народним депутатом України 8-го скликання за партійним списком (№ 8 у списку) від Народного фронту.
Серед ініціатив В. Кириленка в Парламенті XVIII скликання — законопроєкт «Про визнання таким, що втратив чинність, Закону України „Про засади державної мовної політики“». Законопроєкт було прийнято голосами 232 депутатів, проте через загострення ситуації в Криму, а потім — на Сході України, цей законопроєкт досі лишається не підписаним.
2 грудня 2014 склав депутатські повноваження у зв'язку з переходом на роботу до Кабінету Міністрів України на посаду Віце-прем'єр-міністра — міністра культури.

#### На посаді віце-прем'єр-міністра, міністра культури
У доповіді В. Кириленка «Реформи культури в 2015 році» йдеться про такі досягнення міністерства:
- розробка довгострокової стратегії розвитку культури;
- підписання угоди про приєднання України до програми ЄС «Креативна Європа»;
- підготовку законопроєкту № 2669 щодо «запровадження контрактної форми роботи в галузі культури»[15], участь в підготовці законопроєктів № 3801 «про державну підтримку кінематографії в Україні»[16], Пакету декомунізаційних законів, а також поточні розробки законопроєктів «про охорону нерухомої культурної спадщини», «про охорону нематеріальної культурної спадщини» та деяких інших;
- фінансування мистецьких заходів на підтримку воїнів АТО;
- недопущення скорочення бюджету культурної галузі до 600 млн грн.

Водночас існують критичні оцінки діяльності В. Кириленка на цій посаді.
23 грудня 2014 року дав доручення Державній службі спеціального зв'язку та захисту інформації розробити проєкт постанови Кабінету Міністрів України «Про внесення змін до Правил надання та отримання телекомунікаційних послуг», якою, зокрема, вводиться обов'язкова реєстрація даних, які дозволяють ідентифікувати абонентів мобільного зв'язку.
Зокрема, в аналізі довгострокової стратегії від групи РПР йдеться про відсутність кількісних та якісних показників, відповіді на виклики російської агресії, у звіті робочої групи Громадської ради при Мінкульті — про нерозробленість механізмів фінансової підтримки царини культури, державної мовної політики тощо.
Критичні відгуки отримав Законопроєкт № 2669, який передбачає переведення на контрактну основу не тільки керівних, але й рядових працівників мистецьких установ, що на думку багатьох митців суперечить Конституції України та Конвенції Міжнародної організації праці.
Наголошувалося також, що приєднання до проєкту «Креативна Європа» було підготовлено попереднім міністром ще у 2014 роки, натомість за часів роботи В. Кириленка її підписання відкладалося.
Окремі мистецькі організації пропонують звільнити В. Кириленка з посади, зокрема такі заяви публікували «Альянс культури», Український комітет Міжнародної ради музеїв та Український національний комітет Міжнародної ради з питань пам'яток і визначних місць (ICOMOS). Окремі митці піддавали сумніву доцільність міністерства культури як такого (зокрема Лесь Подерев'янський, В. Рунчак), на думку лідера «альянсу культури» К. Ботанової такі сумніви також спричинені незадоволенням «особистістю міністра».
З критикою на роботу В.Кириленка на посаді Міністра культури виступив Віктор Медведчук, зокрема щодо запровадження списку осіб, що стоврюють загрозу нацбезпеці та розкритикував заборону пропагандистських фільмів.
Водночас ряд відомих українських митців публічно підтримали роботу Кириленка на посаді Міністра культури, серед них — Оксана Забужко, Андрій Курков, Тарас Компаніченко та інші.
З 21 лютого 2016 р. Міністерство культури дозволило Українській православній церкві Київського патріархату проводити богослужіння в храмі Тепла Софія на території Національного заповідника «Софія Київська». Проти цього виступив Вадим Новинський від Опозиційного блоку.
14 квітня 2016 року Верховна Рада України призначила новий склад Кабінету Міністрів України, у складі якого В'ячеслав Кириленко обійняв посаду віце-прем'єр-міністра, але втратив посаду міністра культури України.
12 квітня 2017 року віце-прем'єр-міністр В'ячеслав Кириленко ініціював перенесення дати святкування Дня космонавтики з 12 квітня на 19 листопада, запропонувавши встановити Днем української космонавтики дату початку польоту в космос першого космонавта незалежної України Леоніда Каденюка (політ Каденюка на американському космічному кораблі Columbia почався 19 листопада 1997 року і тривав до 5 грудня).
14 квітня 2016 року Верховна Рада України призначила новий склад Кабінету Міністрів України, у складі якого В'ячеслав Кириленко обійняв посаду віце-прем'єр-міністра.

## Родина
Дружина Катерина Михайлівна (1971) — завідувачка кафедри філософії Київського національного університету культури і мистецтв. У 2015 році захистила дисертацію на ступінь доктора педагогічних наук, після чого в пресі та інтернет-ЗМІ пролунали звинувачення її в плагіаті та відстоюванні псевдонауки, а на адресу В'ячеслава Кириленка — в корупції. Подружжя виступило зі спростуванням закидів науковців. Повторна логіко-лінгвістична експертиза Українського мовно-інформаційного фонду Національної академії наук України підтвердила, що 30 % докторської дисертації Катерини Кириленко є плагіатом і містить 696 різноманітних помилок.
Має дочку Софію та сина Мартина. Донька Софія навчається в Інституті міжнародних відносин Київського національного університету імені Тараса Шевченка на спеціальності міжнародне право.

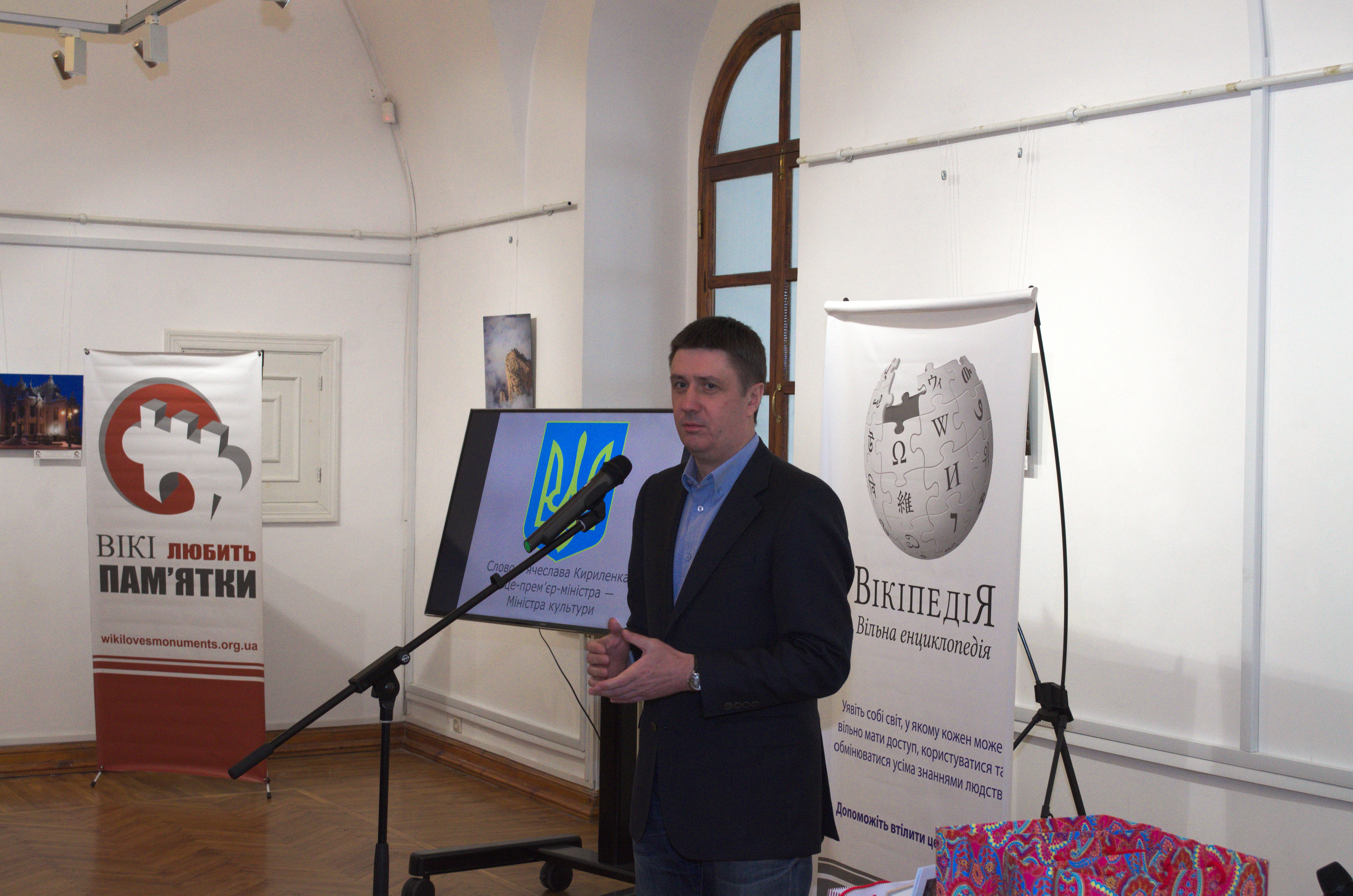
В'ячеслав Кириленко на церемонії нагородження переможців української частини конкурсу «Вікі любить пам'ятки»

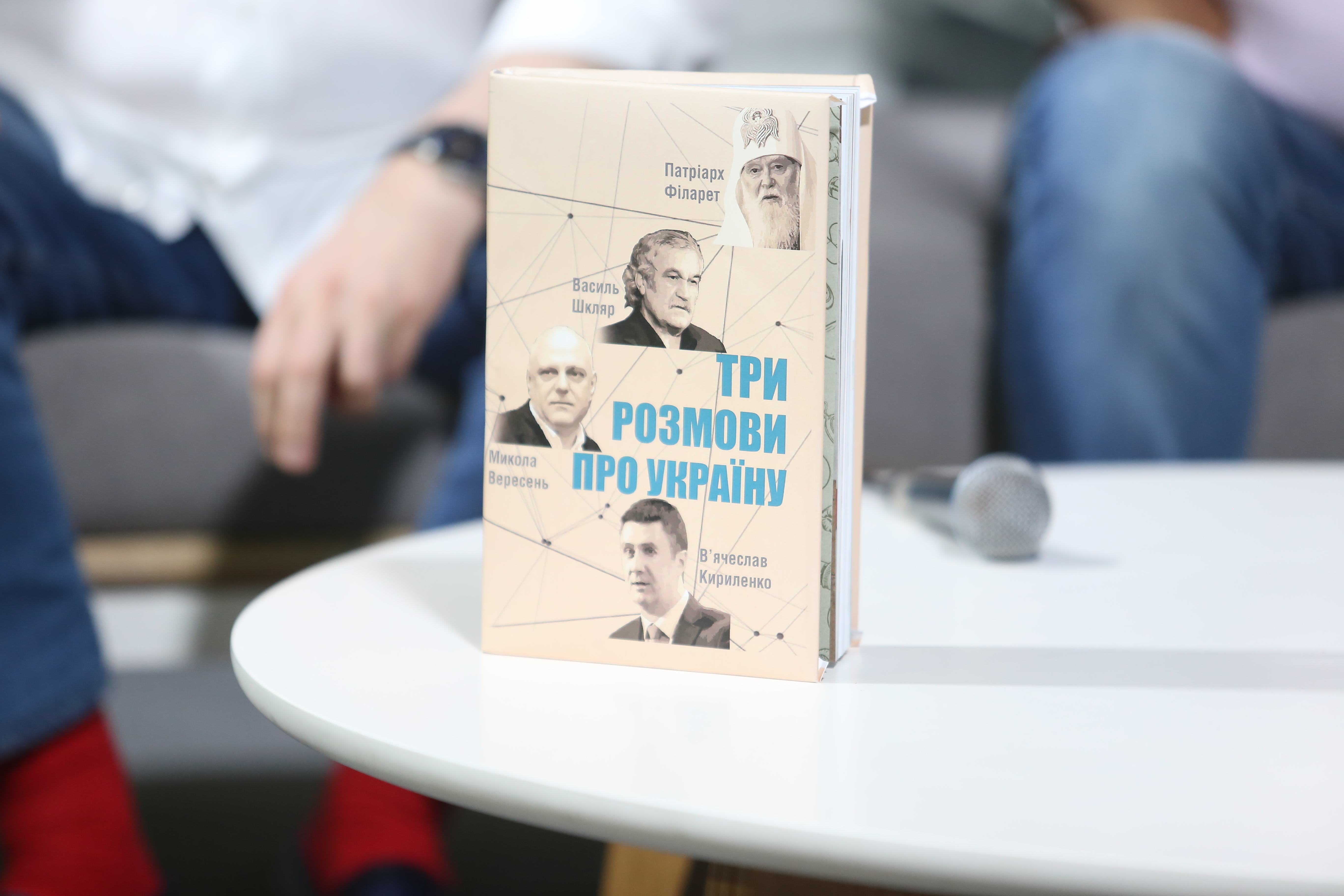
Презентація книги Три розмови про Україну

## Нагороди
Кавалер ордена князя Ярослава Мудрого V ступеня (18 листопада 2009)..
30 листопада 2011 нагороджений орденом святого Юрія Переможця УПЦ КП.

## Цікаві факти
В'ячеслав Кириленко — один з урядовців, які співпрацюють з Вікімедійним рухом.
Так, 17 квітня 2015 року створив статтю у Вікіпедії про Міжнародний день пам'яток і визначних місць і закликав брати участь у створенні статей про українську культуру та історію у Вікіпедії. В'ячеслав Кириленко став першим членом українського уряду, який долучився до створення статей у Вікіпедії. А 25 квітня 2015 особисто нагороджував переможців української частини конкурсу «Вікі любить пам'ятки»
Автор книги «Три розмови про Україну».

## Власність
Кириленко є власником елітної квартири в центрі Києва, а також будинку в селі Іванковичі.

### Декларація
- Е-декларація [Архівовано 23 Лютого 2019 у Wayback Machine.]